# 拟细鲫
拟细鲫（学名：Aphyocypris normalis）为輻鰭魚綱鯉形目鯝科细鲫属的鱼类，是中国的特有物种。分布于珠江水系广东和广西南部的一些支流中及越南等，本魚體細長而側扁，腹部圓，口裂向上傾斜，口端對，無觸鬚，眼大，側線完整，腹鰭至肛門有腹棱，側線鱗35-38枚，背鰭軟條7枚、臀鰭軟條7枚，尾鰭叉形，下咽齒2行，體背部褐色，腹部銀白色，鱗片邊緣有新月狀黑斑，體長可達10公分，多见于山区河流，生活習性不明。该物种的模式产地在海南岛。